# Simone von Stosch

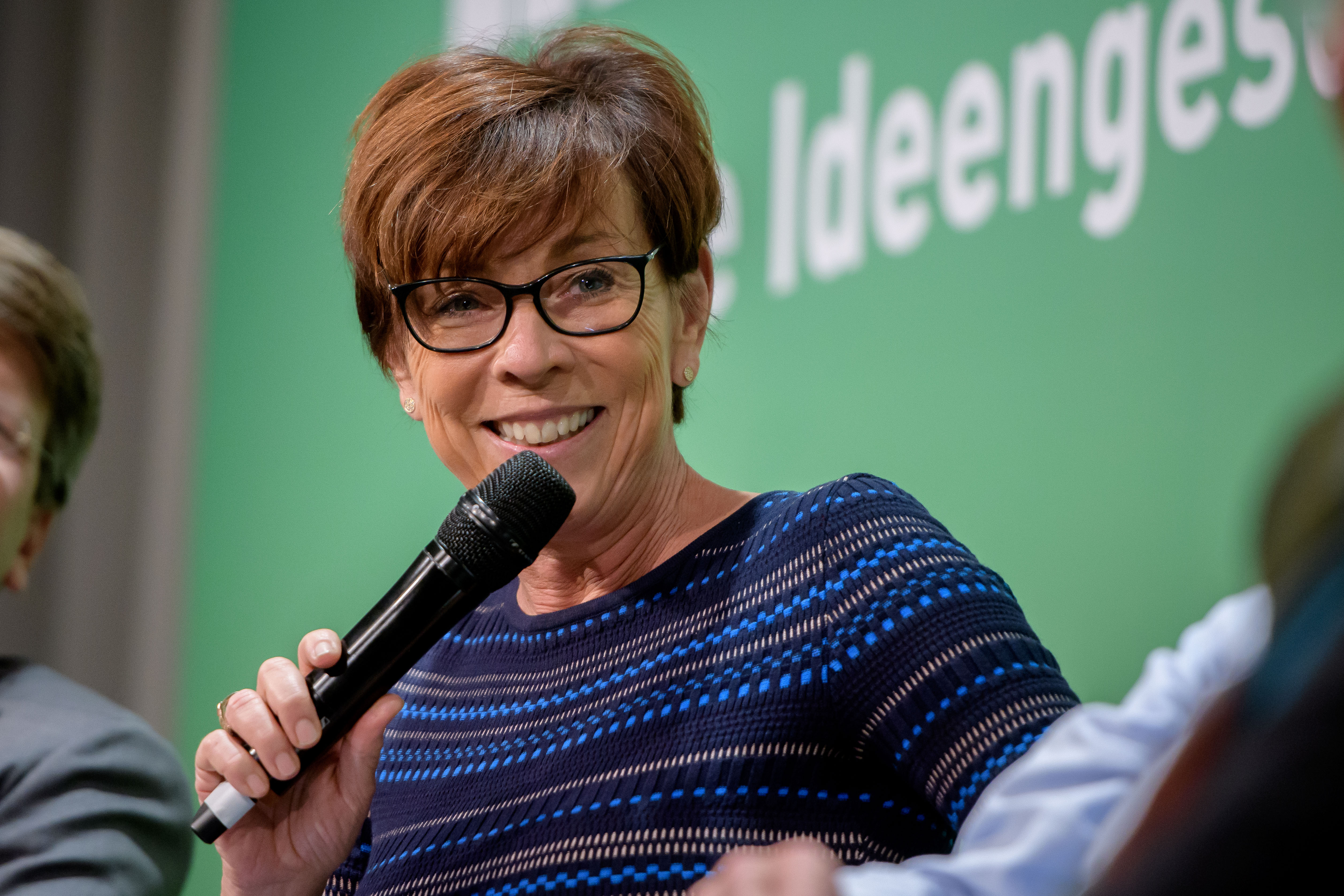
Simone von Stosch (2018)

Simone von Stosch (* 24. Juni 1964 in Gottsbüren) ist eine deutsche Fernsehjournalistin.

## Werdegang
Simone von Stosch machte 1984 Abitur und studierte an der Freien Universität Berlin Germanistik, Philosophie und Psychologie. 1992 schloss sie ihr Studium mit dem Magistergrad ab. Sie absolvierte ein Volontariat beim Sender Freies Berlin. Es folgte eine langjährige Reportertätigkeit für den SFB, den ORB und die Deutsche Welle.
Seit 1999 steht die Journalistin als Moderatorin vor der Kamera. Von 2004 bis 2006 moderierte Simone von Stosch die Sendung Klartext, das politische Magazin des rbb. Von Stosch war Anchor-Frau beim deutschen Auslandsfernsehen DW-TV. Sie wechselte später zum deutsch-französischen Kulturkanal Arte, als Moderatorin für die Arte-Nachrichten, Themenabende und der Sendung GEO-TV. Von 2007 bis 2015 moderierte sie bei Tagesschau24 unter anderem die Sendung Tagesschau-Nachrichten. 2008 und 2009 gehörte sie zum Moderatorenteam des Nordmagazins im NDR Fernsehen. Von 2011 bis 2015 gehörte von Stosch zum Sprecherteam der Tagesschau.
Ihre journalistischen Schwerpunkte sind Gesellschaftspolitik, sozialpolitische und europapolitische Themen.